# کریموو
کریموو (به چکی: Křimov) یک منطقهٔ مسکونی در جمهوری چک است که در ناحیه خوموتوو واقع شده‌است. کریموو ۳۰٫۳۳ کیلومتر مربع مساحت و ۳۵۰ نفر جمعیت دارد و ۵۹۵ متر بالاتر از سطح دریا واقع شده‌است.